# Апрмон (Вандеја)
Апрмон (фр. Apremont) насеље је и општина у западној Француској у региону Лоара, у департману Вандеја која припада префектури Сабл д'Олон.
По подацима из 2011. године у општини је живело 1646 становника, а густина насељености је износила 55,36 становника/km². Општина се простире на површини од 29,73 km². Налази се на средњој надморској висини од 30 метара (максималној 58 m, а минималној 2 m).

## Демографија
| 1962. | 1968. | 1975. | 1982. | 1990. | 1999. | 2011. |
| ----- | ----- | ----- | ----- | ----- | ----- | ----- |
| 1.081 | 1.146 | 1.109 | 1.131 | 1.152 | 1.119 | 1.646 |